# Gurki
Gurki (niem. Gurken) - dawna wieś w powiecie piskim, województwie warmińsko-mazurskim (obecnie obszar wsi znajduje się w gminie Biała Piska). 
Wieś powstała w ramach kolonizacji Wielkiej Puszczy. Wcześniej był to obszar Galindii. Wieś ziemiańska, dobra służebne w posiadaniu drobnego rycerstwa (tak zwani wolni, ziemianie w języku staropolskim), z obowiązkiem służby rycerskiej (zbrojnej). W XV i XVI w. wieś wymieniana w dokumentach pod nazwą Nagurken, Gurken.
Osada powstała prawdopodobnie przed wojną trzynastoletnią (1454-1466), w pobliżu granicy z Mazowszem, między wsiami: Rolki, Łodygowo, Świdry, Danowo, Cibory. Wieś wzmiankowana już w 1471 r., lokowana w 1480 r. przez komtura Zygfryda Flacha von Schwarzburga, na 12 łanach na prawie magdeburskim, z obowiązkiem jednej służby konnej. Przywilej otrzymali: Mikołaj Nagurka, Mikołaj Gzełzułka, Janusz Matern, krawiec Jędrzej oraz Stanisław i Tomek.

## Współczesność
Obecnie jest to oddalone od wsi na wschód o około 1 km zabudowanie (folwark), należące do wsi Danowo nr domu 15. Na zdjęciu satelitarnym Google widać, że gospodarstwo składa się z jednego budynku mieszkalnego i trzech dużych budynków gospodarczych. Gospodarstwo jest zadbane i intensywnie użytkowane.